# おおばやしみゆき
おおばやし みゆき（1968年9月4日 - ）は、日本の漫画家。大阪府出身、岡山県津山市在住。血液型はB型。

## 来歴・人物
デビュー前は一般会社へと就職しており、その傍ら投稿作を描いていた。しかし、「給料が貰える安心感」で本気で投稿作を描いていないと感じ、23歳の頃に退職。3年間だけ漫画に専念し、デビューすることが出来なければ再就職する予定だったと述べている。
1993年出版社へ初投稿した自身が24歳の頃、「ミラクルミステリートイレットにようこそ」で初投稿にもかかわらず、この作品で『ちゃおDX』秋の増刊号でデビュー。
1994年、「3分間のシンデレラ」で『ちゃお』本誌初登場。
1995年、『ちゃお』7月号にて、『彼女はNGダイナマイト』で初連載を果たす。
以後、同誌のレギュラー作家として活動。
2005年、『モンスターキャンディー』の連載終了後、『ちゃお』から同年12月、月刊誌として独立創刊した『ChuChu』へと移籍。2005年12月（2006年1月号）から2007年12月号まで『さくら前線』を、2008年2月号から休刊号（2010年2月号）まで『純★愛センセーション』を連載した。
2009年12月、『ChuChu』の休刊に伴い、『Cheese!』に移籍することが明らかにされた。また、この移籍に際して、絵柄を大幅に変える必要性がある旨を自身のブログにて述べている。
2010年6月、『Cheese!』7月号増刊にて読み切り作品「ヤリマンじゃねえよ!」を発表。その後は長く創作活動が途絶えていたが、『Cheese!』2012年7月号から12月号まで「グリーン・ウェンズデー」を連載した。
2017年時点で、岡山県津山市に移住。創作活動については、ばね指のため休止しているが引退したわけではないと述べている。
（上記の雑誌版元は全て小学館）

## 作品一覧

### 連載作品
- 彼女はNGダイナマイト（『ちゃお』 1995年2 - 4月号）
- とびこめLOVE（『ちゃお』 1995年9 - 11月号）
- アタック★オン（『ちゃお』 1996年5 - 12月号）
- 恋するタロット（『ちゃお』 1997年1 - 5月号）
- 泣いてもいいよ。（『ちゃお』 1997年7 - 11月号）
- 放課後チルドレン（『ちゃお』 1998年2月号 - 1999年2月号）
- 100万回きかせてよ（『ちゃお』 1999年5月号 - 2000年2月号）
- きらきら☆迷宮（ラビリンス）（『ちゃお』 2000年5月号 - 2001年12月号）
- キスからはじまる（『ChuChu』2000年9月号、2001年9月号、2002年9月号、2003年5月増刊号）
- エンジェル・ハント（『ちゃお』 2002年3月号 - 2004年6月号）
- モンスターキャンディー（『ちゃお』 2004年9月号 - 2005年9月号）
- さくら前線（『ChuChu』2006年1月号 - 2007年12月号）
- 純★愛センセーション（『ChuChu』2008年2月号 - 2010年2月号）
- グリーン・ウェンズデー（『Cheese!』2012年7月号 - 12月号）

### 読み切り作品・他
- ミラクルミステリートイレットにようこそ
- 3分間のシンデレラ
- いっちゃえマリンちゃん（『ChuChu』2003年9月号、2004年6月号、2004年9月号、2005年3月号、2005年7月増刊号）
- たんぽぽ前線（さくら前線番外編、『ちゃお』 2007年3月号）
- ヤリマンじゃねえよ!（『Cheese!』2010年7月号増刊）
- 僕と姉のヒミツの日常（『モバフラ』2012年2月5日号）
- 津山暮し（『ねこだのみ』2016年9号）

## 刊行作品
- 彼女はNGダイナマイト
- とびこめLOVE
- アタック・オン（全2巻）
- 恋するタロット
- 泣いてもいいよ。
- 私が見ている
- 放課後チルドレン（全3巻）
- 100万回きかせてよ（全2巻）
- きらきら迷宮（全3巻）
- エンジェル・ハント（全4巻）
- キスからはじまる
- モンスターキャンディー（全2巻）
- いっちゃえマリンちゃん
- さくら前線（全6巻）
- 純★愛センセーション（全5巻）
- グリーン・ウェンズデー（全2巻）

### オムニバス作品
- 眠れぬ夜の物語
- 今夜も一人で眠れない

### 小説
- さくら前線〜君だけの天使になる〜（著:橋口いくよ）